# Лекарство от меланхолии
Лекарство от меланхолии (Л.О.М.) — минская группа, исполняющая интеллектуальный и ретро-рок с лёгкой примесью шансона и рок-н-ролла. Л.О.М. — это студийный проект, хотя музыканты периодически появляются на публике и дают живые концерты.
Наиболее известные песни: "Прости-прощай", "Скрипка и осень", "Ассоль", "Синее", "Музыка дождей", "Льют дожди", "Блюз весенних котов".

## История
Конец 80-х — создание группы как студенческего коллектива. Исполнялись (в т. ч. собственный) на самодеятельном уровне композиции хард-рока. Евгений Солдатенко — лидер, вокалист и один из авторов песен.
1991 год — прекращение своего существования.
Конец 2003 год — возрождение в виде сольного проекта Е. Солдатенко.
28 мая 2008 года в Минске — презентация третьего номерного альбома «Without…»

2009 — выход альбома ЗмееЛОМ. 
Евгений Солдатенко: "Несмотря на бодрящее название группы, должен сознаться, в «Змееломе» изрядная доля песен меланхоличных и даже грустных. Но в своё оправдание могу сказать: от любой хвори всегда спасают улыбка на лице, хорошее настроение и добрая песня под гитару." 
13 июля 2009 года, в рамках «Славянского базара» — бесплатный концерт в витебской филармонии 
2011 — запись альбома "Ломстальгия"

## Состав
Лидер — Евгений Солдатенко
Концертный и основной студийный: 
- Евгений Солдатенко (тексты, музыка, вокал, идеи)
- Сергей Антишин (гитары, банджо, аранжировки)
- Константин Горячий (клавишные)
- Александр Калиновский (бас-гитара)
- Вадим Чайков (ударные)
- Инна Пересецкая (бэк-вокал)
- Андрей Клещев (саксофон)
- Игорь Бранковский (клавиши)

Студийные сессионные музыканты:
- Максим Пугачёв (аранжировки, клавишные)
- Карен Карапетян (скрипка)
- Кирилл Шевандо (ударные, перкуссия)
- Сергей Александров (клавишные)
- Дмитрий Тиханович (труба)
- Александр Помидоров (рэп)
- Михаил Струков (баян)
- Полина Донская (бэк-вокал)
- Ирина Артёмова (бэк-вокал)
- Антон Ажипа (бэк-вокал)

## Дискография
Альбомы, CD, West Records
- "Прости-прощай" (2004)[4]
- "Ломтик манго" (2007)
- "Without..." (2008)[5]
- "ЗмееЛОМ" (2009)[6][7]
- "Ломстальгия" (2011)

## Клипы
- "Ассоль" (реж.А.Бутор, 2008)
- "Музыка дождей"
- "Блюз весенних котов" (реж.А.Бутор)
- "Скрипка и осень" (реж.А.Бутор)
- "Синее" (реж.А.Вечер)
- "Прости-прощай" (реж.В.Каминский)
- "Студенческое"	 "Солнце" (реж.В.Каминский)
- "Льют дожди" (реж.О.Шичко)
- "Девушки-ракушки" (реж.В.Каминский)
- "Она" (реж. А.Бутор)